# Gilbert De Bontridder
Gilbert De Bontridder (Ukkel, 23 mei 1944 – Maastricht, 6 augustus 1996) was een van oorsprong Belgisch beeldend kunstenaar. Als beeldend kunstenaar, docent, publicist en bestuurslid heeft hij een belangrijke bijdrage geleverd aan de kunst in Nederlands Limburg

## Biografie
De Bontridder groeide op in Sint-Genesius-Rode en genoot zijn opleiding aan de Hogeschool Sint-Lukas in Brussel. Vanaf 1966 exposeerde hij werk, aanvankelijk vooral in België, zoals in de vermaarde galerie Richard Foncke in Brugge. Na een docentschap aan het zeepreventorium in De Haan, kwam hij in 1971 naar Nederland waar hij zijn studie voortzette aan de academie van Arnhem bij Peter Struycken. In 1973, hij woonde ondertussen in Heel, werd zijn werk opgemerkt door museumdirecteur Jean Leering. Die nam schilderijen van hem op in de vijfjaarlijkse tentoonstelling van jonge kunstenaars in het Van Abbemuseum in Eindhoven. Later volgden exposities in andere musea zoals in Venlo, Maastricht en Roermond. In 1984 verhuisde hij naar Maastricht waar hij in 1985 docent werd aan de Academie voor Beeldende Kunsten.
Het werk van Gilbert De Bontridder heeft zich in dertig jaar sterk ontwikkeld. In de jaren zeventig bestonden zijn schilderijen uit los naast elkaar staande kleurvelden, brede penseeltoetsen. Zo onderzocht de kunstenaar de meest elementaire mogelijkheden van de schilderkunst. Na verloop van tijd werd zijn werk complexer. De schilderijen werden 'ensembles' waarin hij fotocollages met schilderkunstige elementen tot spannende, suggestieve beelden combineerde.
Met publicaties in tijdschriften zoals Kreatief, De Spectator, Artefactum en 't Bassin wist hij vorm te geven aan zijn verlangen het kunstenaarschap een stevige theoretische basis te geven. Daarbij wist hij ontwikkelingen in de filosofie te verbinden met de belangrijke ontwikkelingen in de beeldende kunst. Dit was ook de basis voor zijn docentschap. Sinds zijn dood wordt op de Academie voor Beeldende Kunsten Maastricht jaarlijks de Gilbert De Bontridder-prijs uitgereikt aan de afstudeerder die met zijn werk een duidelijke visie over kunst kan aantonen.

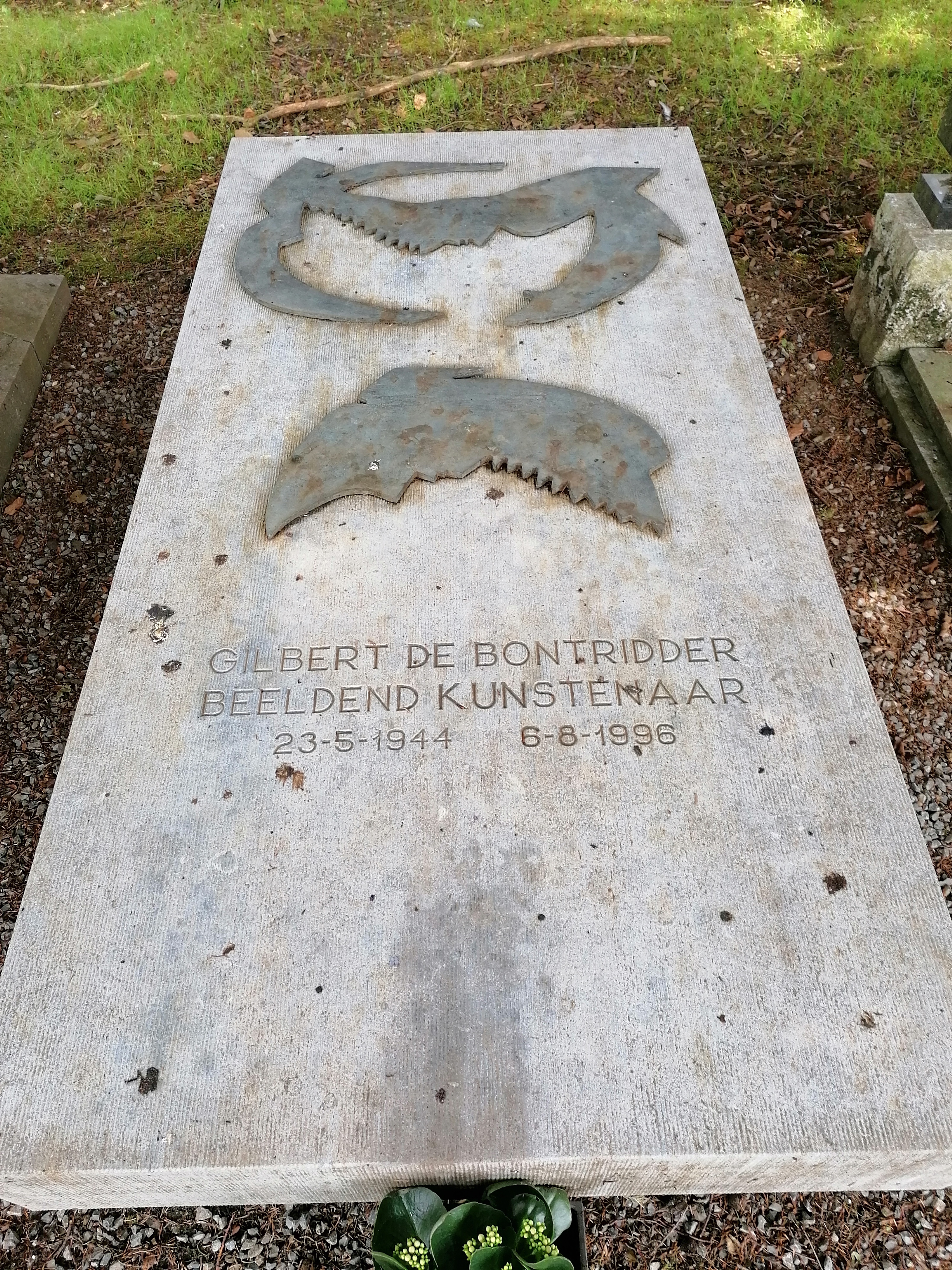
Het graf van Gilbert de Bontridder aan de Algemene Begraafplaats Tongerseweg

Van 1985 tot 1987 was hij eindredacteur van Kunsttijdschrift 't Bassin. 't Bassin was vernieuwend doordat het in die tijd al euregionaal dacht en door het leggen van verbindingen met dichtkunst en architectuur. Na deze periode resulteerde verdere samenwerking met dichter Frans Budé nog in de bundels Navarra (1991) en Verschijningen (1996). Later publiceerde Frans Budé nog de dichtbundel Zomerplaats (1998) met tekeningen van de toen al overleden Gilbert de Bontridder. Verder was De Bontridder lid van organisaties zoals de Raad voor de Kunst en Stichting Limburgs Kunstbezit.

## Monumentale werken (selectie)
In 1977 maakte De Bontridder een 4,5 bij 122 meter grote muurschildering op een van de muren van strafinrichting Overmaze in Maastricht. Steen voor steen een andere kleur.

## Tentoonstellingen (selectie)
| 1966 | Galerie Saint Laurent, Brussel                    |
| 1967 | Galerie de Sfinx, Amsterdam                       |
| 1970 | Galerie Richard Foncke, Brugge                    |
| 1971 | Cite Internationale, Parijs                       |
| 1973 | Selektie Vijfjaarlijkse Van Abbemuseum, Eindhoven |
| 1977 | Gemeentemuseum, Roermond                          |
| 1978 | Galerie Nouvelles Images, Den Haag                |
| 1979 | Cultureel Centrum, Venlo                          |
| 1980 | Galerie Annemarie de Kruyff, Parijs               |
| 1982 | Arteder, Bilbao                                   |
|      | Plus Est, Bonnefantenmuseum, Maastricht           |
| 1984 | Openingstentoonstelling Kunstcentrum Limburg      |
| 1988 | Open Zicht Museum, Oostende                       |
| 1990 | Grensuberschreitungen, Galerie Signe, Aken        |
| 1993 | Ensembles, Gemeentemuseum, Roermond               |
| 1996 | Shifting Viewpoints, Bonnefantenmuseum Maastricht |

- Gemeinsame Normdatei: 174187319
- International Standard Name Identifier: 0000 0003 5660 6362
- Nederlandse Thesaurus van Auteursnamen: 073456381
- RKD-Nederlands Instituut voor Kunstgeschiedenis: 20396
- Union List of Artist Names: 500384856
- Virtual International Authority File: 189904637
- WorldCat: E39PBJmDdJWfyBhmfJBwjQw9jC